# Gabnai Katalin
Gabnai Katalin (Orosháza, 1948. szeptember 18. –) magyar színműíró, kritikus, egyetemi tanár.

## Életpályája
Szülei Gabnai István és Gyenes Margit. 1963–1967 között az orosházi Táncsics Mihály Gimnázium diákja volt. 1968–1970 között az I. kerületi Művelődési Ház előadója volt. 1970-ben Rakparti esték című irodalmi sorozatot szervezett. 1970–1988 között a Népművelési Intézet előadója és főmunkatársa volt. 1971–1977 között az ELTE BTK magyar-népművelés szakán tanult. 1976-ban Finnországban szociodrámát tanult. 1982–1985 között a Színház- és Filmművészeti Főiskola színházelmélet-dramaturgia szakán tanult. 1984-ben Svédországban és Dániában is tanult. 1988–1989-ben a pécsi Egyetemi Színpad rendezője volt. 1989 óta színikritikus, szerkesztő. 1990–1993 között a Művelődési és Közoktatási Minisztérium közoktatásfejlesztési főosztályának főmunkatársa volt. 1993–2010 között a Színház- és Filmművészeti Főiskola adjunktusa, valamint egyetemi tanára volt. 1993-tól az Országos Köznevelési Tanács tagja. 1993–2001 között a Apor Vilmos Katolikus Főiskola dráma- és médiapedagógiai tanszékvezető docense, majd főiskolai tanára volt.

## Magánélete
1972-ben házasságot kötött Mann Lajossal. Két fiuk született: György (1973) és Dániel (1978).

## Színházi munkái
A Színházi Adattárban regisztrált bemutatóinak száma: szerzőként: 11; rendezőként: 1.

### Szerzőként
- Tüskerózsa (1986)
- A mindenlátó királylány (1989, 1992, 1995, 1998, 2010)
- A macskacicó (1997, 2003)
- A láperdő szelleme (1998)
- Táltos János (2000)

### Rendezőként
- A mindenlátó királylány (1998)

## Filmjei
- Játszunk bábszínházat (1980)
- Az arany sakktábla (1981)
- Csörgősipka (1984)
- A fazék (1988)

## Hangjátékai
- Vacsoraidő

## Művei
- Állatosdi (1984)
- Drámajátékok gyermekeknek, fiataloknak, felnőtteknek (1987)
- Drámajátéktár (1990)
- Dünnyögők és dúdolók (1997)
- Drámajátékok (1999)
- A mindenlátó (2002)
- Mintázd meg levegőből. Színházi írások (2006)
- Színházas könyv (2012)

## Díjai, elismerései
- Kazinczy-érem (1966)[2]
- Gyermekekért díj (1985)[3]
- Csokonai Vitéz Mihály-díj (2003)[4]
- Prima díj (2022)[5]